# يسوع المسيح سوبر ستار
يسوع المسيح سوبرستار (بالإنجليزية: Jesus Christ Superstar) هي معزوفة أوبرا روك من تأليف الموسيقي البريطاني أندرو لويد ويبر في سنة 1970 ومن كتابة البريطاني تيم رايس، وقد عرضت لأول مرة من مسرح برودواي في نيويورك بالولايات المتحدة في سنة 1971، المعزوفة كانت مبنية على العهد الجديد في الكتاب المقدس، في إسبوع يسوع الأخير، عند وصوله إلى مدينة أورشليم مع تلاميذه ثُمَ صلبه.